# Giacomo IV Crispo
Giacomo IV Crispo (... – Venezia, 1576) fu il ventesimo duca del Ducato di Nasso dal 1564.

## Biografia
Fu nominato dal padre Giovanni IV Crispo signore di Paros e Santorini, rendendolo direttamente vassallo del Sultano. Sposò Cecilia Sommaripa con la quale ebbe sei figli: tre figli (Giovanni Francesco e Marcantonio) e tre ragazze (Adriana, e Caterina cantiana).
Secondo William Miller (dal libro Latini nel Levante, 1908) Giacomo Crispo era il secondo figlio Giovanni IV, e quindi non destinato a diventare duca. Suo fratello maggiore (Francesco?) è stata molto presto associato al potere dal padre, per prepararlo. Il figlio morì, però, prima di suo padre nel 1550, rendendo erede Giacomo.
Fu l'ultimo duca dell'Arcipelago della dinastia dei Crispo. Divenne duca alla morte del padre nel 1564.
Regnò fino al 1566, quando fu deposto dal sultano ottomano Selim II. Venne sostituito da Giuseppe Nasi.
Andò a Venezia, a cui vendette i diritti al suo ducato e dove poi morì nel 1576.